# Forged Battalion
Forged Battalion is een real-time strategyspel ontwikkeld door Petroglyph Games en uitgegeven door Team17. Het spel kwam op 16 januari 2018 uit in vroegtijdige toegang.

## Gameplay
In Forged Battalion moet je blauwdrukken van een opkomende factie beheren, aanpassen en ontwikkelen om steeds evoluerende fabrieken en eenheden te creëren. Met behulp van middelen die je tijdens gevechten hebt verzameld, ontgrendel je nieuwe technologieën, zodat je archetypes, pantser, locomotieven, wapens en speciale vaardigheden zoals stealth en regeneratie kunt kiezen die je factie uniek zullen maken. Naarmate meer technologie wordt ontgrendeld, worden je ontwerpen geavanceerder en heb je uiteindelijk toegang tot de krachtigste opties, waaronder een reeks dodelijke superwapens die je tegen je vijanden kunt lanceren. De game is speelbaar in singleplayer en multiplayer.